# Contribution santé
La contribution santé (aussi appelée taxe santé dans les médias) est une ancienne mesure fiscale destinée au financement des services de santé au Québec. Elle était imposée par le Gouvernement du Québec au moment du calcul de l'impôt sur le revenu. La contribution santé a été instaurée le 1er juillet 2010 et fut supprimée le 1er janvier 2017.

## Principe
À sa création, la contribution santé est une contribution additionnelle à l'impôt sur le revenu. Dans ses trois premières années cette contribution est d'un montant fixe, quel que soit le revenu du contribuable:
- 25 $ en 2010 ;
- 100 $ en 2011 ;
- 200 $ en 2012.

Cette caractéristique en fait un impôt régressif : son taux effectif diminue à mesure que le revenu du contribuable augmente.
À partir de l'année 2013, la contribution santé est ventilée selon le revenu fiscal : la contribution maximale peut alors atteindre 1 000 $ pour les contribuables gagnant 150 000 $ et plus.
Tous les adultes résidents du Québec étaient assujettis à la contribution, sauf ceux qui n'étaient pas redevables de la contribution à l'assurance médicaments. À partir de 2013 les contribuables redevables de la contribution à l'assurance-médicaments mais dont le revenu est inférieur à 18 000 $ sont également exemptés.

## Historique

### Instauration (2010)
La contribution santé fait partie des mesures annoncées le 30 mars 2010 dans le premier budget du ministre des Finances du Québec Raymond Bachand. Cette décision fait partie d'un ensemble de mesures destinées à réduire le déficit public et assurer un meilleur financement des soins de santé. Les revenus générés par la taxe sont attribués à un fonds spécial, le FINESS, et non au budget général,. 
Le ministre déclare d'ailleurs vouloir instaurer une forme de ticket modérateur pour diversifier les sources de financement en faisant porter une partie de la dépense sur les utilisateurs :

« Tout le monde bénéficie [du réseau de santé], tout le monde doit payer »

— Raymond Bachand, ministre des Finances
Le Parti québécois, alors opposition officielle, critique la taxe (qu'elle surnomme taxe Charest sur la santé) et dénonce son caractère régressif:

« C'est une taxe hautement régressive, inéquitable et devenue nécessaire en raison de la mauvaise gestion du gouvernement »

— Nicolas Marceau, Critique de l'opposition officielle en matière de finances publiques
La loi instaurant la contribution santé et le FINESS est sanctionnée le 12 juin 2010 et la contribution santé entre en vigueur comme prévu le 1er juillet 2010.

### Alternance politique (2012)
Lors de la campagne électorale pour les élections de 2012 tant le Parti québécois mené par Pauline Marois que la Coalition avenir Québec menée par François Legault s'engagent à abolir la contribution santé,. À l'issue de l'élection le Parti québécois remporte 54 sièges et forme un gouvernement minoritaire.
Nicolas Marceau, nommé ministre des Finances et de l'Économie dans le cabinet Marois, est chargé de mettre en place les engagements de campagne du Parti québécois, notamment l'abolition de la contribution santé et son financement par un train de mesures rétroactives au début de l'année d'imposition 2012,. Ces mesures (et notamment leur caractère rétroactif) suscitent une grande controverse parmi les milieux d'affaires et l'opposition libérale et caquiste,,.
Le 10 octobre 2012, Nicolas Marceau annonce que le budget à venir n'abolira pas la contribution santé. Ce renoncement est vivement critiqué par l'opposition qui accuse le gouvernement élu d'avoir fait une promesse irréaliste pour attirer des votes. L'idée d'augmentation rétroactive des impôts est également abandonnée, tout comme celle d'augmenter l'impôt sur les gains en capital et les dividendes. Seule la création d'un nouveau palier d'imposition pour l'impôt sur le revenu des particuliers est maintenue.
Le gouvernement annonce à la place une réforme modifiant sensiblement la nature de la taxe : le principe de montant unique est abandonné au profit de paliers (0 $, 100 $, 200 $ et 1 000 $) selon le revenu du contribuable. Cette réforme est reprise dans le budget 2013-2014 annoncé le 20 novembre 2012:
- Tous les contribuables gagnant moins de 18 000 $ sont complètement exemptés ;
- Elle passe progressivement à 100 $ pour ceux gagnant entre 18 000 et 20 000 $[note 3];
- Elle passe progressivement à 200 $ pour ceux gagnant entre 40 000 et 42 000 $[note 4];
- Elle passe progressivement à 1 000 $ pour ceux gagnant entre 130 000 et 152 000 $[note 5].

### Nouvelle alternance (2014)
Le gouvernement minoritaire du Parti québécois est défait lors des élections de 2014 et le Parti libéral du Québec mené par Philippe Couillard remporte un mandat majoritaire. Ce dernier avait également promis en campagne d'abolir la contribution santé, sans préciser l'échéance ou le calendrier. Dans son premier budget, le nouveau ministre des Finances Carlos J. Leitão annonce que les perspectives budgétaires permettraient de supprimer la contribution santé sur une base progressive et pas avant 2017-2018.

### Suppression annoncée puis devancée (2015–2017)
Dans le budget suivant, Carlos J. Leitão confirme la mise en œuvre de la suppression de la contribution santé à partir du 1er janvier 2017 et, par cohérence, la suppression du Finess au 1er avril 2016. 
Le budget 2016 prévoit deux mesures portant sur la contribution santé:
- Une réduction immédiate du montant sur deux paliers (celui à 100 $ est réduit à 50 $, celui à 200 $ est réduit à 175 $) ;
- Une suppression intégrale pour 2018.

Finalement en octobre 2016, à l'occasion de la mise à jour économique de l'automne 2016, le gouvernement annonce l'abolition complète de la contribution santé dès le 1er janvier 2017. L'année 2016 est donc la dernière année pour laquelle les contribuables sont redevables de la contribution santé.